# Bataille de Chippawa
Guerre anglo-américaine de 1812
La bataille de Chippawa est une bataille de la guerre anglo-américaine de 1812 qui eut lieu le 5 juillet 1814 dans le cadre de la campagne du Niagara. Elle se conclut par une victoire de l'armée américaine sur les troupes britanniques.
Le champ de bataille a été désigné lieu historique national en 1920.